# 弯叶多毛藓
弯叶多毛藓（学名：Lescuraea incurvata）为薄罗藓科多毛藓属下的一个种。